# Stegastes lubbocki
Stegastes lubbocki, thường được gọi là cá thia Ascension, là một loài cá biển thuộc chi Stegastes trong họ Cá thia. Loài này được mô tả lần đầu tiên vào năm 1992.

## Phân bố và môi trường sống
S. lubbocki là loài đặc hữu của đảo Ascension (một phần của lãnh thổ hải ngoại thuộc Anh), nằm ở Đông Nam Đại Tây Dương. S. lubbocki thường sống xung quanh các rạn san hô hoặc những bãi đá ngầm ở độ sâu khoảng 50 m trở lại.

## Mô tả
S. lubbocki trưởng thành dài khoảng 12 cm. Đầu và thân của S. lubbocki trưởng thành có màu nâu sẫm gần như đen với những chấm màu xanh tím trên đầu. Vây ngực có màu vàng cam; cuống và vây đuôi có màu vàng tươi nổi bật; các vây còn lại màu tối. Cá con có màu sắc tương tự hơn cá trưởng thành nhưng có nhiều chấm trên đầu hơn. Vây lưng mềm và vây hậu môn có màu vàng tươi. Vây lưng có đốm đen lớn viền xanh. S. lubbocki có hình dáng và màu sắc tương tự với loài Stegastes pictus, nhưng S. lubbocki lại không có màu vàng ở vây lưng mềm.
Số ngạnh ở vây lưng: 12; Số vây tia mềm ở vây lưng: 14 - 17; Số ngạnh ở vây hậu môn: 2; Số vây tia mềm ở vây hậu môn: 13 - 14; Số vây tia mềm ở vây ngực: 19 - 21.
Thức ăn của S. lubbocki là các sinh vật phù du. S. lubbocki sinh sản theo cặp, trứng được đặt trong các hốc đá và được bảo vệ bởi cá đực.